# Vakzal'naja (metropolitana di Minsk)
La stazione Vakzal'naja (Вакзальная; in russo Вокзальная?, Voksal'naja) è una stazione della metropolitana di Minsk, posta sulla linea Zielienalužskaja.
Costituisce punto d'interscambio con la stazione ferroviaria centrale e con la stazione Plošča Lenina della linea Maskoŭskaja.